# Cluzobra stangei
Cluzobra stangei är en tvåvingeart som beskrevs av Loïc Matile 1996. Cluzobra stangei ingår i släktet Cluzobra och familjen svampmyggor. Inga underarter finns listade i Catalogue of Life.